# Катлея
Катлея (Cattleya) — рід багаторічних епіфітних та літофітних рослин родини орхідних, біологічно близький з родом Laelia. Рід на даний момент складається із 60 видів, які є розповсюдженими у Коста-Риці, малих Антильських островах та на півдні Аргентини. Багато видів вирощуються як кімнатні та в оранжереях.
Абревіатура родової назви — C.

## Опис
Катлея — один з найбільш відомих родів орхідних, який об'єднує багато видів рослин середніх та великих розмірів, які ростуть у різних кліматичних зонах Центральної та Південної Америки: у тропіках, посушливих місцевостях, а деякі — у високогір'ях, де панує різкий перепад денних та нічних температур, холодні зими.
Коренева система катлеї є добре пристосованою до життя в природних умовах, де одні види ростуть на деревах (епіфіти), в той час як інші — на скалистих поверхнях (літофіти). Коріння, яке буває оголеним або значно заглибленим в ґрунт, слугує для закріплення орхідеї, поглинання води у вигляді атмосферних опадів, туману або при високій вологості повітря (за допомогою веламену), а також для засвоєння корисних речовин з ґрунту або відмерлих частинок інших рослин чи тварин.
Катлея має вигляд симподіальної орхідеї, псевдобульби якої мають зазвичай 1— 2 м'ясистих цупких листки.
Суцвіття верхівкове, виходить із пазухи листка та є покрите так званим «чохлом».
Квіти бувають різного розміру: від великих і до малих. Катлеї цінуються за розкішні, яскраві, декоративні квіти, які здебільшого є ароматними.

## Розповсюдження
Найбільше видів катлей розташовані на східних схилах Центральних Кордильєр, які є продовженням перуанських і еквадорських Анд. Також вони розповсюджені у долинах річок Каука, Магдалена і Лос-Льянес де Сент-Хуан. Окрім тропічних лісів, катлеї ростуть і у високогірних районах, як, наприклад, Cattleya bicolor та Cattleya velutina, які зустрічаються у горах бразильського штату Мінас-Жерайс.

## Етимологія та історія опису
У 1817 році ботанік Вільям Свенсон, будучи на півночі Бразилії у провінції Пернамбуку та досліджуючи місцеву флору, відправив кілька екземплярів мохів, лишайників та епіфітних орхідей у Глазго. На прохання Вільяма Свенсона рослини передали Вільяму Каттлею — власнику першої в Англії колекції орхідей. Через декілька місяців, у листопаді 1818 року привезена із Бразилії орхідея зацвіла у його власній теплиці в Барнете (Англія). Для систематизації та опису колекції каттлей В. Свенсон залучив ботаніка Джона Ліндлі. Сенсаційне відкриття поширилося по всій Європі: вперше тропічна орхідея змогла зацвісти у Європі, до того ж у штучних умовах. У 1821 р. вийшла праця Джона Ліндлі «Антологія ботаніки» (Collectanea Botanica), у якій він описав вивчений ним епіфітний вид орхідеї та дав йому назву Cattleya labiata. Хоча, катлеї були виявлені іспанськими ботаніками раніше, а саме — у 1777 році. Надіслані з Перу та Еквадору орхідеї були доставлені у гербарій та розпаковані занадто пізно, лише у 1831 році, зате невідомою орхідеєю виявився інший вид каттлеї — Cattleya maxima.
Через декілька років, у 1836 р., прихильники каттлей дізналися уже про відкриття третього виду. Джордж Грін, перебуваючи у Венесуелі, показав знайдені ним орхідеї пані Мосс, яка вирішила зробити декілька малюнків цих квітів та відправити їх ботаніку-систематику Вільяму Джексону Гукеру. Він і назвав новий вид каттлеї в честь пані Мосс — Cattleya mossiae.

## Катлея в культурі
Температури — від порівняно низьких до високих, в залежності від виду катлеї. Для більшості оптимальна температура зимою: 12—15 °C вночі та 18—22 °C вдень. Літом до 30 °C. Невеликий спад температури до 8—10 °C не робить особливої шкоди рослині, але може затримати цвітіння. Коливання між денною та нічною температурами має бути близько 5 °C.
Регулярність поливу визначається температурою повітря та складом ґрунту. Якщо катлея посаджена у кору великої фракції, то і просихати її коріння буде швидше, ніж у корі малої фракції. Також для затримання вологи використовують мох сфагнум та кокосову стружку. Важливо зазначити, що неправильний режим поливу орхідеї часто призводить до різного роду гнилі або відмови відмови цвісти. Зазвичай рекомендують поливати катлею ораз у три дні літом та раз у два — три тижні зимою, а в період спокою просто злегка зволодувати верхній шар ґрунту за допомогою пульверизатора.
Вносити добрива краще при формуванні нової псевдобульби та під час росту квітконосу. У період спокою від удобрювання краще відмовитись. Для стимуляції цвітіння у добрива мають входити фосфор та калій.
Період спокою катлеї наступає після закінчення цвітіння. Для більшості сортів гібридних катлей він припадає на зиму, часом на осінь. У цей час рослину краще помістити у прохолодне місце, забезпечити яскравим розсіяним світлом, скоротити полив і внесення добрив.
Пересадку роблять тільки у випадку крайньої необхідності, при ущільненні чи окисленні ґрунту, при завеликому розмірі рослини відносно горщика. Горщик повинен бути достатньо тісним, а на його дні шар дернажу має складати близько 2 см. Як субстрат використовують суміш соснової кори та моху сфагнуму. Кора має бути добре промитою та зволоженою. Саджають катлею, залишаючи основу кореневища на поверхні, декілька днів не поливають.

## Розмноження
Для розмноження зазвичай використовують спосіб поділу орхідеї. Для цього потрібно витягнути катлею із горщика та розмочити її коріння. Рослину акуратно розрізають по ризомі, при тому мінімальна кількість відрізаних псевдобульб повинна бути не менше трьох, а після проведення операції зрізи посипають вуглем. Після цього проводять посадку орхідеї так, як це було описано вище.

## Хвороби та шкідники
Серед шкідників катлеї найбільш розповсюдженими є трипси, павутинні кліщі, щитовки, попелиці (тля).
Найчастіше катлеї хворіють кореневою гниллю.
Для боротьби з шкідниками найчастіше використовують інсектициди, наприклад, аклеллік, хоча є і домашні методи боротьби, але вони не в усіх випадках надійні.
Всякого роду гнилі найчастіше є наслідком неправильного догляду, в тому числі, перезволоження ґрунту. В такому випадку рослину дістають із горщика, відрізають усі заражені гниллю частини та дезинфікують зрізи, також слід віднормувати режим поливу.

## Галерея

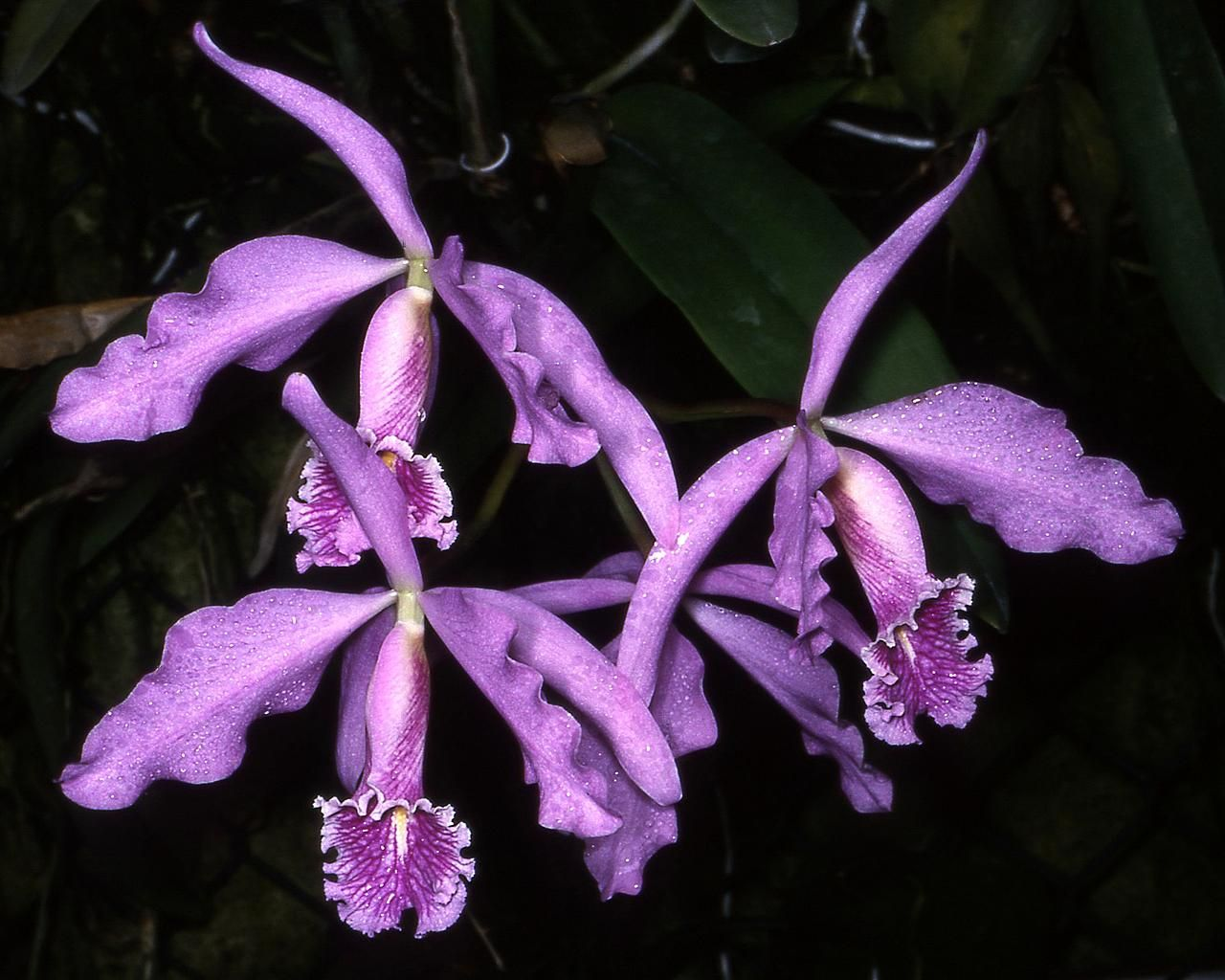
Cattleya maxima
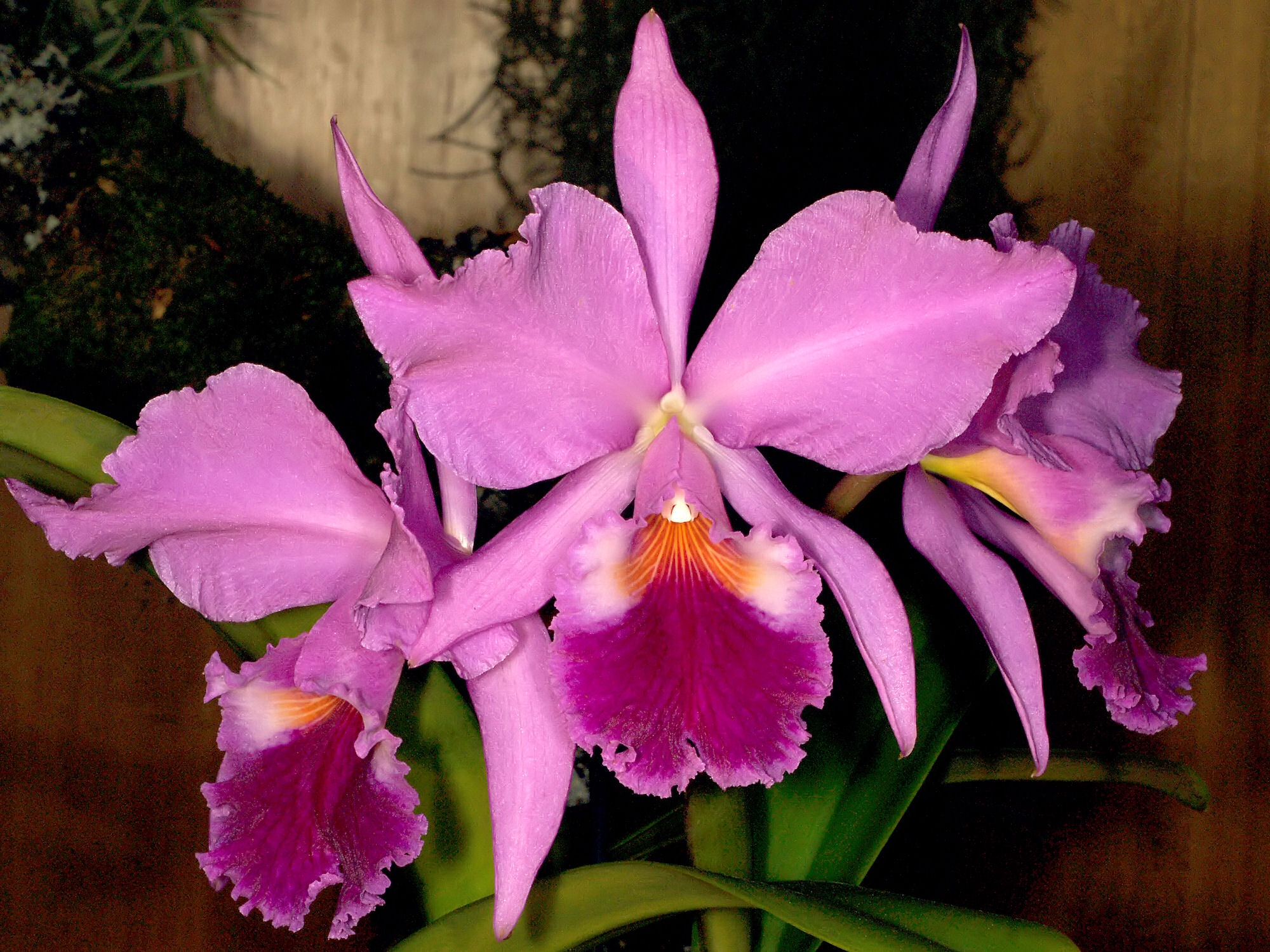
Cattleya labiata
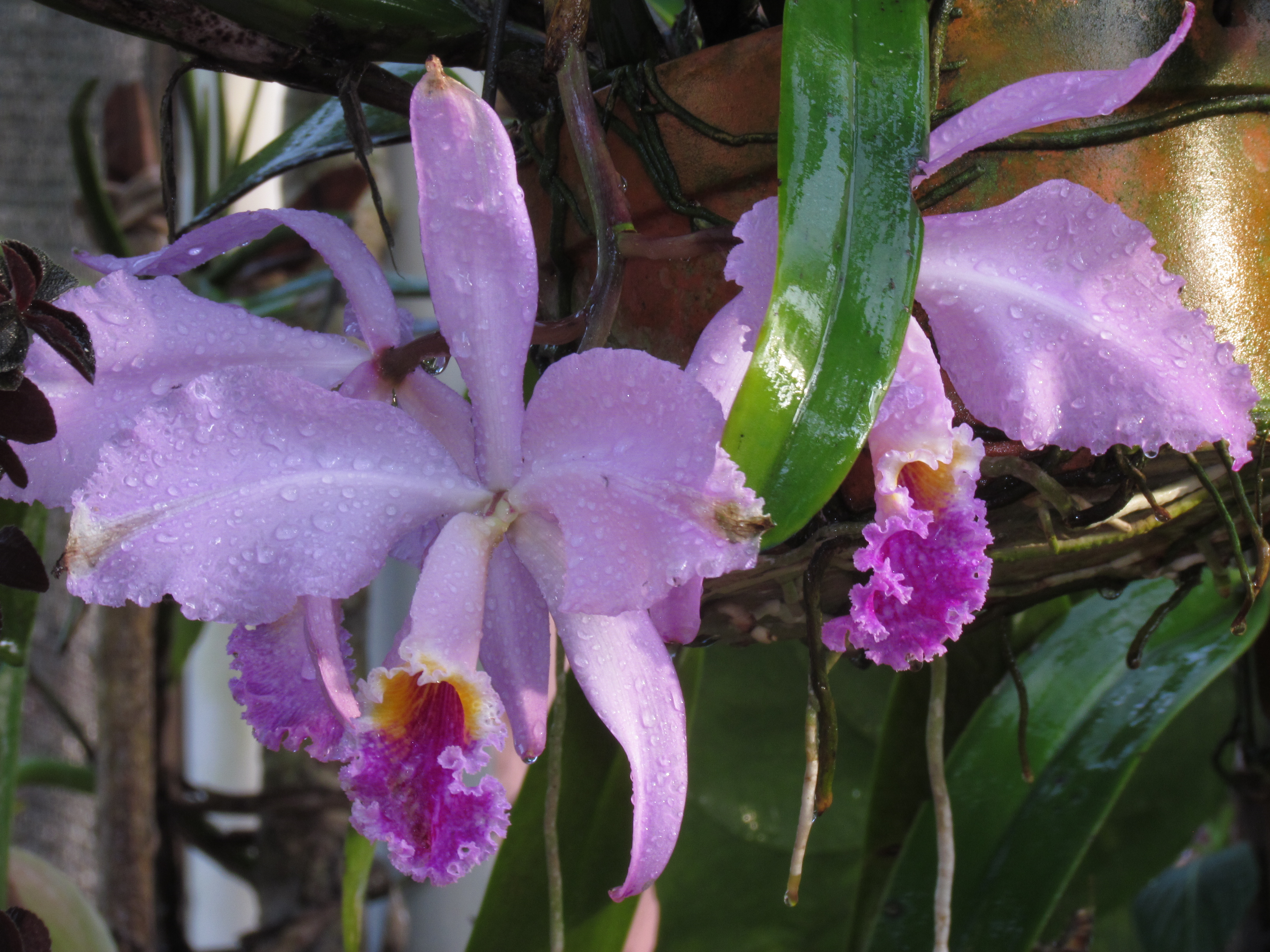
Cattleya mossiae
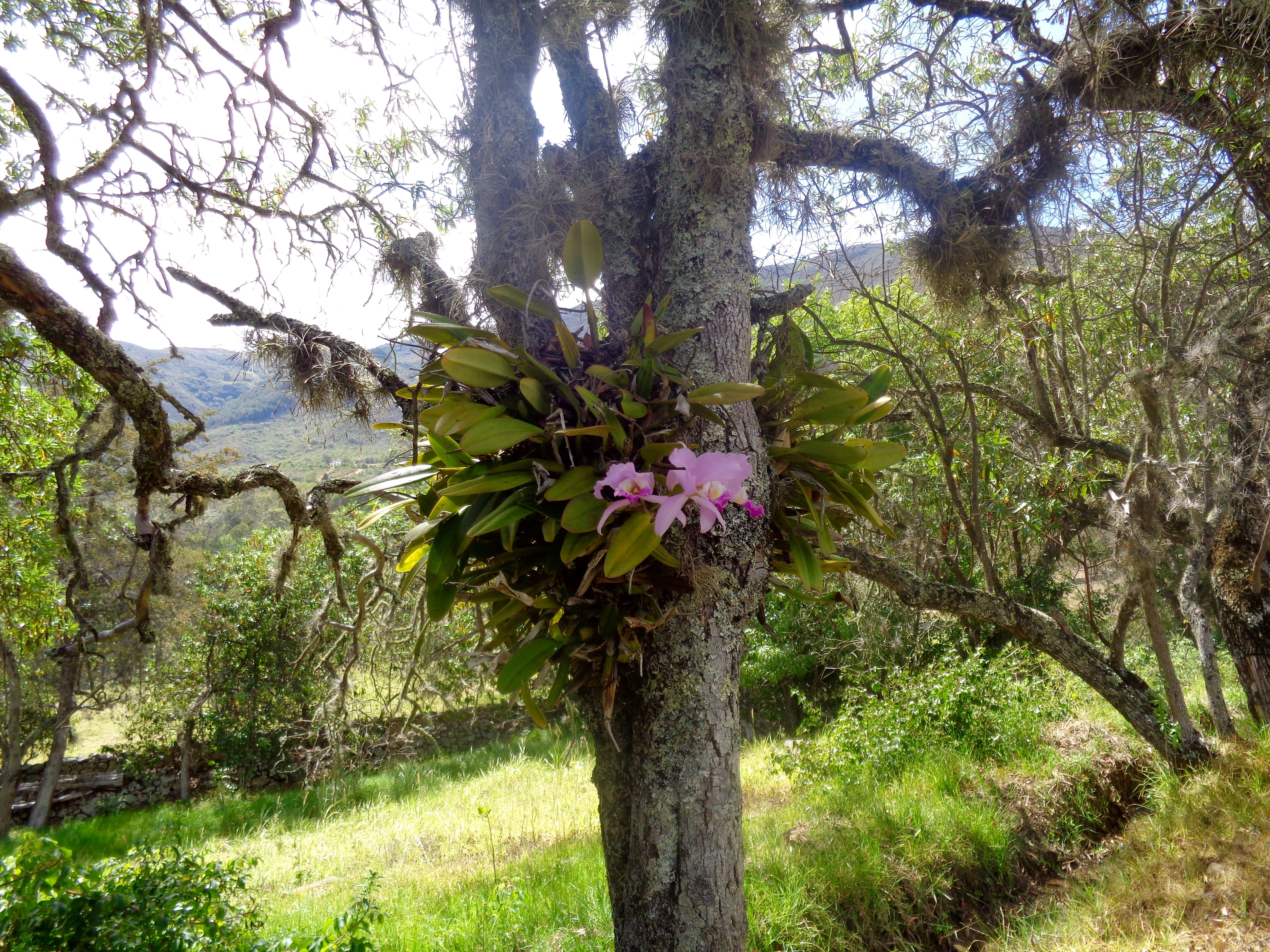
Катлея в природних умовах
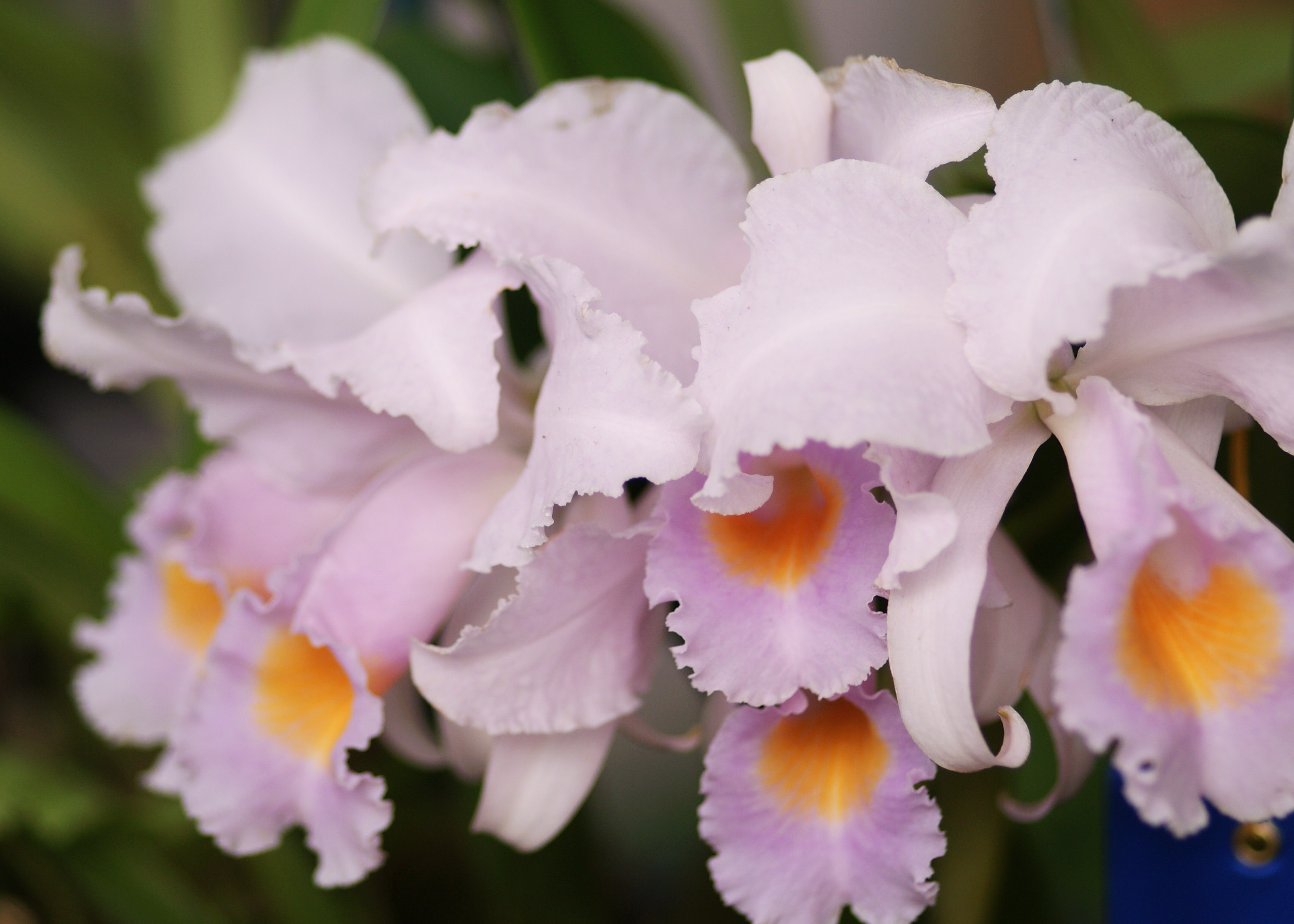
Cattleya schroederae
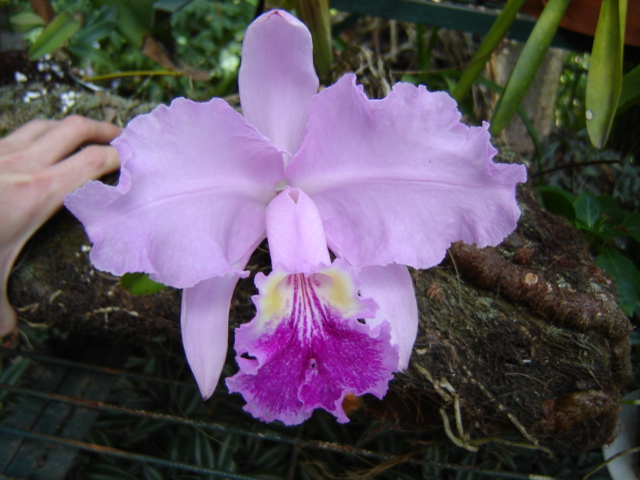
Cattleya lueddemanniana costera
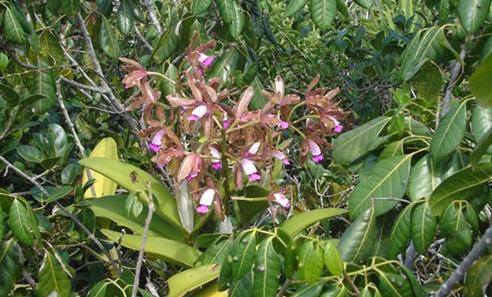
Cattleya guttata